# Интанна
Интанна (там. இந்தன்னா) — 21-я буква тамильского алфавита, обозначает переднеязычный носовой согласный. Относится к группе из шести мягко звучащих согласных. После длинных (многосложных или состоящих из одного, но длинного слога) слов интанна поглощается в согласные ண் или ன், если это слово на них оканчивается; аналогично, если такое слово заканчивается на ல், то она заменяется на ன், и интанна опять поглощается в неё. Например கவண்நெடிது записывается как கவனெடிது (слинг длинный) или கலன் நெடிது записывается как கலனெடிது (лодка длинная).
Уйирмэййелутты (сочетания с гласными)
ந , நா , நி , நீ , நு , நூ , நெ , நே , நை , நொ , நோ , நௌ , ந்.
Код юникода U+0BA8.